# 515
515 (DXV) var ett normalår som började en torsdag i den julianska kalendern.

## Händelser

### Okänt datum
- Vitalianus uppror, en del av Romersk-persiska krigen.

## Födda
- Hulü Guang
- Yuwen Hu

## Avlidna
- Gao Zhao
- Xuan Wu Di, regent av den kinesiska Norra Weidynastin
- Euphemius, avsatt patriark av Konstantinopel
- Aelia Ariadne, bysantinsk kejsarinna.